# 扎特夏 (哈爾科夫州)
扎特夏（烏克蘭語：Затишшя）是位於烏克蘭東部的村莊，由哈爾科夫州哈爾科夫區的維利希夫卡市鎮負責管轄。該村始建於1925年，面積0.38平方公里，海拔高度167米，2001年人口654，人口密度每平方公里1,721.1人。